# Касп Бакала — Вольфа

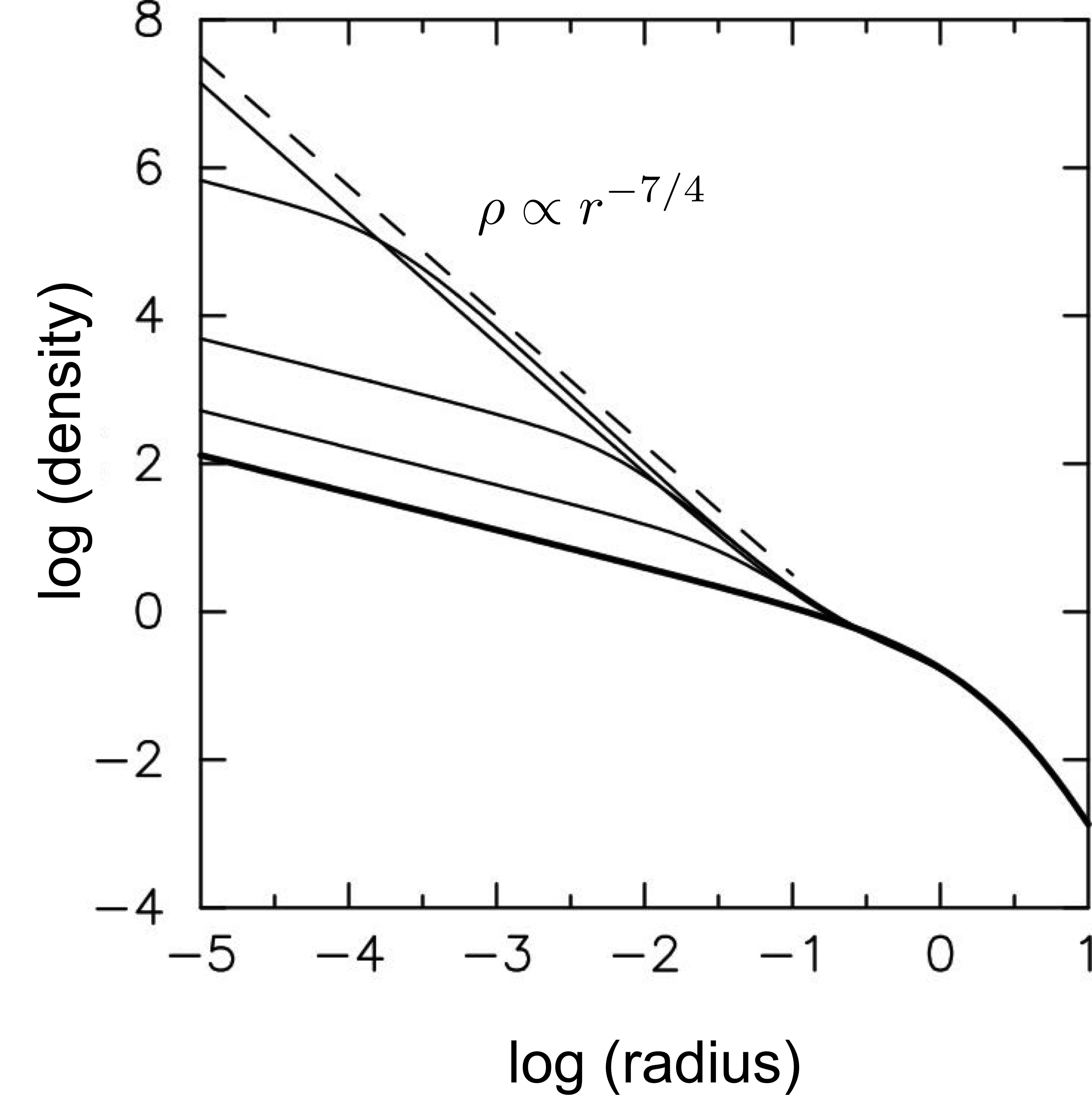
Зростання каспа Бакала — Вольфа. Одиницею довжини є радіус впливу чорної діри. Максимальний час становить приблизно один час релаксації. Пунктирна лінія показує стаціонарний профіль щільності.

Касп Бакала—Вольфа описує розподіл зір навколо масивної чорної діри в центрі галактики або кулястого скупчення, який має формально нескінченну густину в центрі. (Таке "вістря" функції називається математичним терміном касп.) 
В квспі Бакала–Вольфа залежність зоряної щільності ρ від радіусу r дається формулою
{\displaystyle \rho (r)\propto r^{-7/4}.}
За теорією, такий профіль густини має сам собою встановлюватись внаслідок обміну орбітальною енергією між зорями. Однак у спостереженнях жодного впевненого прикладу каспу Бакала–Вольфа поки не знайдено.

## Розподіл зір навколо надмасивної чорної діри
Надмасивні чорні діри знаходяться в ядрах галактик. Загальна маса зір у ядрі приблизно дорівнює масі надмасивної чорної діри. У випадку Чумацького Шляху маса надмасивної чорної діри становить приблизно 4 мільйони мас Сонця, а кількість зір у ядрі – близько десяти мільйонів.
Зорі рухаються навколо надмасивної чорної діри по еліптичних орбітах, подібних до орбіт планет навколо Сонця. Орбітальна енергія зорі становить
{\displaystyle E={\boldsymbol {v}}^{2}/2-GM/r}
де v — швидкість зорі, r — її відстань до надмасивної чорної діри, а M — маса надмасивної чорної діри. Енергія зорі залишається майже постійною протягом багатьох орбітальних періодів. Але приблизно через один час релаксації більшість зір у ядрі обміняються енергією з іншими зорями, що призведе до зміни їхніх орбіт. Бакал і Вольф показали, що як тільки це станеться, розподіл орбітальних енергій набуває вигляду
{\displaystyle N(E)\,dE=N_{0}|E|^{-9/4}dE,}
що відповідає густині ρ = ρ 0 r −7/4. На малюнку показано, як щільність зір змінюється з часом, наближаючись до форми Бакала–Вольфа. Повністю сформована вершина простягається назовні на відстань, що становить приблизно одну п’яту радіуса впливу надмасивної чорної діри. Вважається, що час релаксації в ядрах малих щільних галактик достатньо короткий для формування каспа Бакала–Вольфа.

## Галактичний центр
Радіус впливу надмасивної чорної діри в Галактичному центрі становить близько 2-3 пк, а каспи Бакала-Вольфа, якщо вони присутні, простягатимуться назовні на відстань приблизно 0,5 пк від надмасивної чорної діри. Область такого розміру легко розпізнати із Землі. Однак не спостерігається жодного згину; натомість щільність найдавніших зір залишається сталою або навіть зменшується до центру Галактики. Це спостереження не обов’язково виключає існування каспу Бакала–Вольфа в якомусь досі неспостережуваному компоненті. Однак поточні спостереження показують, що час релаксації в Центрі Галактики становить приблизно 10 мільярдів років, що можна порівняти з віком Чумацького Шляху. Хоча вважалося, що могло минути недостатньо часу для формування каспа Бакала-Вольфа, сьогодні ми маємо докази спостережень того, що в Галактичному центрі є старий, відокремлений касп. Ці спостереження збігаються модельними передбаченнями.

## Багатомасові каспи
Розвʼязок Бакала–Вольфа застосовується до ядра, що складається із зір однієї маси. Якщо існує діапазон мас, кожен компонент матиме різний профіль щільності. Є два граничних випадки. Якщо більш масивні зорі домінують у загальній густині, їхня густина відповідатиме формі Бакала–Вольфа, тоді як менш масивні об’єкти матимуть ρ {\displaystyle \propto } r −3/2. Якщо менш масивні зорі домінують у загальній густині, їхня густина відповідатиме формі Бакала–Вольфа, тоді як більш масивні зорі відповідатимуть розподілу ρ {\displaystyle \propto } r −2.
У старій зоряній популяції більша частина маси припадає або на зорі головної послідовності з масами {\displaystyle \lesssim } 1–2 маси Сонця, або на чорніх діри з масами ~ 10–20 мас Сонця. Ймовірно, зорі головної послідовності домінують у сумарній густині, тому їхня щільність має відповідати формі Бакала–Вольфа, тоді як чорні діри повинні мати більш крутий профіль ρ ~ r −2. З іншого боку, було припущено, що розподіл зоряних мас у Галактичному центрі є «важким», із набагато більшою часткою чорних дір. Якщо це так, очікується, що спостережувані зорі досягнуть більш пологого профілю щільності, ρ ~ r −3/2. Кількість і розподіл залишків чорних дір у Галактичному центрі дуже слабко обмежені.